# Грабовский, Антоний
Анто́ний Грабо́вский (пол. Antoni Grabowski; 11 июня 1857, Нове-Добре, близ Хелмно — 4 июля 1921, Варшава) — польский инженер-химик, один из первых эсперанто-поэтов, известен как «отец поэзии на эсперанто».

## Жизнь и деятельность
Грабовский был известен как полиглот (в той или иной мере он владел 20-30 языками, в том числе до некоторой степени искусственным языком волапюк). Он изучил эсперанто в 1887 году (сразу после публикации первого учебника) и вскоре посетил создателя языка Л. Л. Заменгофа: при этом между ними состоялся первый в истории разговор на эсперанто.
Предположительно с 1888 года по 1904 Грабовский работал в Иваново-Вознесенске директором текстильной фабрики Полушина и Дербенёва. Там он основал один из старейших в России эсперанто-клубов.
Как и Заменгоф, Грабовский понимал важность литературы для развития языка, особенно недавно созданного, и стал работать над переводами. Уже в 1888 году (на следующий год после публикации первых учебников эсперанто) он опубликовал свой перевод повести А. С. Пушкина «Метель» на эсперанто. За ним последовали другие переводы, в том числе поэтические, из немецких, польских и русских авторов.
По возвращении в Польшу Грабовский долгое время руководил Польским обществом эсперантистов, а с 1908 года стоял во главе грамматической секции Академии эсперанто. Современники отзывались о нём как о человеке дипломатичном: он умел сглаживать конфликты, помогал находить компромиссы. Благодаря этим качествам Грабовского Польское общество эсперантистов избежало раскола.
С именем Грабовского связано несколько легенд. Согласно одной из них, как-то Грабовского, отдыхавшего в пивной, посетители, знавшие о его увлечении, попросили продекламировать стихотворение на эсперанто. Грабовский с выражением прочитал некий стихотворный текст. Присутствующие тут же принялись критиковать услышанное: «Ну, конечно, что ещё ожидать от такого жуткого смешения языков?» и т. д. Когда все высказались, Грабовский объявил, что декламировал один из сонетов Петрарки на итальянском языке, чем показал роль предрассудков в негативном восприятии эсперанто. По другой, более достоверной, версии этой легенды, опубликованной, в частности, в альманахе «Литература мондо» за 1931 год, история произошла на приёме в частном доме. После ужина присутствующие попросили Грабовского, известного полиглота, продекламировать что-нибудь из итальянской поэзии. Грабовский рассказал стихотворение на эсперанто, выдав его за итальянский текст, после чего предложил рассказать то же самое «на эсперанто» — и рассказал итальянский оригинал, который многие из присутствующих поспешили осмеять. По словам Леона Заменгофа, Грабовский рассказывал, что этот эпизод открыл ему двери многих варшавских обществ, а к его занятиям «всякими глупостями» стали относиться куда более толерантно.
Последние годы жизни Грабовского, как и Заменгофа, были исполнены трагизма. Семья Грабовского в результате Первой мировой войны оказалась разделена: германский подданный Грабовский в начале войны был вынужден уехать в Германию, потом с немецкой оккупацией он вернулся в Варшаву, откуда к тому времени бежали большинство его родных, подданных Российской империи. Семья воссоединилась только после обретения Польшей независимости. У Грабовского было пятеро детей: три мальчика (Зигмунт, Тадеуш и Адам) и две девочки (Зофия и Ирена).
Умер Грабовский от сердечного приступа на улице Маршалковской в Варшаве. Он разглядывал витрину нового магазина, открытого Мечиславом Клейном, где продавались книги на эсперанто. Внезапно ему стало плохо. Выбежавшие из магазина люди нашли его уже мёртвым.

## Вклад Грабовского в развитие эсперанто
Перу Грабовского принадлежат многие стихотворные произведения на эсперанто, как оригинальные, так и переводные (в том числе переводы Пушкина, Мицкевича и других известных авторов). Влияние Грабовского на эсперантскую поэзию трудно переоценить — ему принадлежит открытие ряда популярных художественных приёмов, он ввёл в употребление термин «адасизм» (рифмование по схожим грамматическим окончаниям: например, verkadas/faradas), многие из использованных им неологизмов вошли в основной словарный состав эсперанто и т. д.
Хотя Грабовский немало сделал для развития химической терминологии на польском языке, развитием аналогичной терминологии на эсперанто он практически не занимался.

## Произведения

### Оригинальные (непереводные) стихотворения
- La Tagiĝo (Рассвет)
- La Reveno de l' Filo (Возвращение сына)
- Sur unu kordo (На одной струне)
- La pluva tago (Дождливый день)
- Al la semanto (Сеятелю)
- Jubilea kantato (Юбилейная песнь)
- Saluto el Varsovio (Привет из Варшавы)

### Антологии (оригинальные и переводные произведения)
- La liro de la esperantistoj (Лира эсперантистов) — poemkolekto — 1893 рецензия.
- El Parnaso de Popoloj (С Парнаса народов) — poemkolekto.

### Переводы
- La neĝa blovado («Метель»), рассказ А. С. Пушкина — 1888.
- La gefratoj, комедия Иоганна Вольфганга Гёте — 1889.
- Mazepa, драма Юлиуша Словацкого.
- Halka, опера Станислава Монюшко.
- Sinjoro Tadeo (в русском переводе «Пан Тадеуш»), эпическая поэма Адама Мицкевича.
- En Svisujo Юлия Словацкого.
- Pekoj de Infaneco (в русском переводе «Грехи детства»), повесть Болеслава Пруса

и другие.

### Учебные материалы и справочники
- Kondukanto internacia de l' interparolado kun modeloj de leteroj.
- Granda Vortaro Pola-Esperanta kaj Esperanto-Pola (Большой польско-эсперантский и эсперанто-польский словарь).

### Статьи
- Esperanto kiel propedeŭtiko de lingvoj, Pola Esperantisto, 1908 (о пропедевтическом эффекте эсперанто в изучении других языков).